# Cromosoma

Disegno di un Cromosoma eucariote duplicato e in metafase (1) Cromatidio – una delle due parti identiche dopo la fase G2. (2) Centromero – il punto di contatto dei due cromatidi e dove si legano i microtubuli. (3) Braccio corto. (4) Braccio lungo

Il cromosoma è la struttura con cui, durante il processo riproduttivo della cellula, ciascuna unità funzionale di DNA, dopo essersi duplicata, si compatta associata a specifiche proteine e viene trasmessa alle cellule figlie. A seconda della localizzazione del DNA, i cromosomi iniziano a evidenziarsi nel nucleo cellulare negli organismi eucarioti o in una regione chiamata nucleoide nei procarioti, per poi migrare nella cellula nelle varie fasi della mitosi.
Oltre a tale definizione puramente morfologica, il termine può riferirsi per esteso anche al filamento di DNA non distinguibile nella cromatina e responsabile della trascrizione genica durante la fase funzionale della cellula.
Il nome "cromosoma" deriva dal greco chroma che significa "colore", e soma che significa "corpo". Fu coniato nel 1889 dall'anatomista tedesco H. W. G. von Waldeyer-Hartz per denominare i corpuscoli  evidenziati nelle cellule eucariotiche dalla colorazione con coloranti basici durante la divisione cellulare.

## Descrizione

Rappresentazione di un batterio con DNA cromosomico e alcuni plasmidi.

Le cellule dei procarioti hanno un singolo cromosoma di forma circolare costituito da DNA a doppio filamento. Spesso sono presenti ulteriori molecole di DNA circolari indipendenti dal cromosoma, i plasmidi e gli episomi. Queste unità sono più piccole del cromosoma e solitamente non sono fondamentali per la vita della cellula, in genere portano geni che conferiscono alle cellule caratteristiche fenotipiche particolari, ad esempio la resistenza ad un antibiotico.

Negli eucarioti i cromosomi hanno forma lineare, hanno dimensioni maggiori e il loro numero è specie-specifico (ad esempio nell'uomo si hanno 46 cromosomi, nel topo 40 e nel cane 78). Va sottolineato che il numero cromosomico non è sempre associato alla complessità strutturale degli individui di una specie. In molti eucarioti ciascun cromosoma è presente in doppia copia nella cellula, quindi il corredo cromosomico viene detto diploide. Ogni copia deriva da ciascun genitore. L'organismo diploide (zigote) deriva dalla fusione di due cellule aploidi (gameti) in cui è presente solo una copia di ciascun cromosoma.
Negli eucarioti il DNA è sempre legato a proteine, istoniche e non istoniche, attorno alle quali il filamento si avvolge a formare complessivamente una struttura chiamata cromatina. La cromatina si può colorare con alcuni coloranti istologici, da cui il nome; se ne possono distinguere due tipi: l'eucromatina, debolmente colorabile, dalla struttura più aperta e quindi trascrizionalmente attiva, e l'eterocromatina, intensamente colorabile, maggiormente condensata (rimane condensata anche in interfase) e trascrizionalmente inattiva. L'eterocromatina può essere ulteriormente distinta in costitutiva e facoltativa. L'eterocromatina costitutiva è costituita da regioni di DNA altamente ripetitivo, costanti in tutte le cellule dell'organismo e nel cromosoma si concentra principalmente a livello del centromero e dei telomeri. L'eterocromatina facoltativa può diventare condensata e diventare temporaneamente inattiva, inoltre può essere inattivata solo in determinati tessuti o in determinati stadi dello sviluppo.

Ciascun cromosoma nella cromatina è troppo despiralizzato e aggrovigliato per essere distinto nella sua individualità; dopo la fase S, essendosi replicato, risulta formato da due filamenti di DNA associati a proteine, ma è ancora indistinguibile. La duplicazione del DNA determina la formazione di due copie identiche (cromatidi fratelli) che rimangono unite a livello del centromero, il quale si è duplicato ma non si è separato. Durante la mitosi la cromatina si condensa ed è possibile distinguere i cromosomi nell'arco di tempo che intercorre tra la profase e la metafase  mitotica. La loro dimensione massima è dell'ordine del micrometro e durante la metafase presentano una forma ad X poiché sono costituiti da due filamenti distinti di DNA altamente condensati, i cromatidi fratelli, associati tra loro grazie al cinetocore, un complesso proteico legato al centromero. I cromatidi fratelli sono destinati a dividersi ed essere segregati alternati nelle cellule figlie che si formeranno alla fine del processo mitotico. Dopo la separazione vengono definiti cromosomi figli e la loro migrazione verso i poli della cellula è dovuta alla contrazione dei microtubuli del fuso mitotico attaccati al loro cinetocore. Nelle due nuove cellule appena originate i cromosomi sono di forma bastoncellare e l'unica struttura evidente al microscopio è la strozzatura determinata dal centromero.

Principali eventi della divisione cellulare.

Il nucleo della cellula umana ha un diametro di 10-15 µm e contiene circa 2 metri di DNA. Una così elevata quantità di materiale genetico, per poter essere inclusa in uno spazio così ristretto, necessita di una compattazione, che avviene a diversi livelli. La regolare associazione del DNA con le proteine istoniche non consente di raggiungere tale risultato. Il primo stadio di compattazione si realizza tramite la formazione del nucleosoma, un rocchetto istonico (H2A, H2B, H3, H4) attorno al quale si avvolge il DNA per 1,65 giri. Il tratto di DNA legato al nucleosoma è definito DNA core mentre il tratto di DNA fra ciascun nucleosoma è definito DNA linker. Un ulteriore ordine di condensazione si ottiene con il coinvolgimento dell'istone H1, questo non fa parte del rocchetto di istoni ma prende contatto con il DNA linker che unisce due nucleosomi adiacenti e determina una maggiore adesione tra il filamento di DNA e l'ottamero istonico. Il legame dell'istone H1 permette la formazione della fibra cromatinica da 30 nm. Per spiegare l'organizzazione di quest'ultima, sono stati proposti due diversi modelli: a solenoide, il più accreditato, e a zig-zag. Il primo modello consiste in una superelica caratterizzata da circa sei nucleosomi per giro e il DNA linker non attraversa l'asse centrale; il secondo presenta nucleosomi organizzati a zig-zag e il DNA linker attraversa il centro della fibra. Il massimo livello di condensazione è rappresentato dai cromosomi (con dimensioni dell'ordine di micron), che si rendono visibili durante la metafase disponendosi sulla piastra equatoriale. Nelle cellule non in divisione i cromosomi non sono visibili in quanto il DNA dev'essere in forma rilassata e accessibile alle proteine coinvolte nella duplicazione e trascrizione.

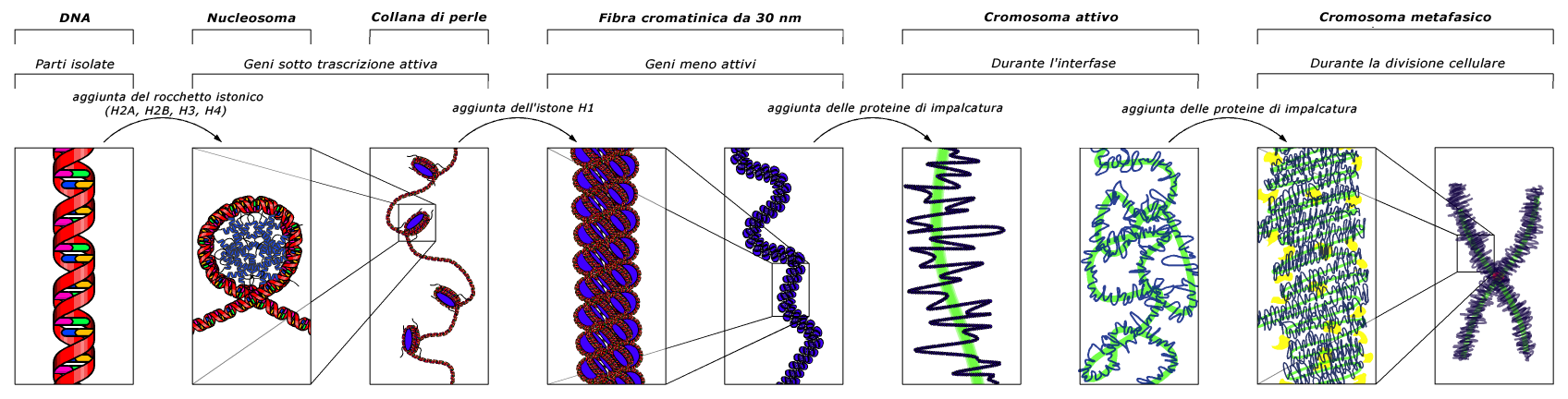
Le strutture principali della compattazione del DNA: DNA, nucleosoma, fibra da 10 nm (“collana di perle”), fibra da 30 nm, cromosoma in metafase.

Una struttura importante per la segregazione dei cromosomi durante la mitosi è il centromero (o costrizione primaria), una regione di DNA altamente ripetuto associato ad una impalcatura proteica. Esso non occupa la stessa posizione in tutti i cromosomi e divide ogni cromatidio in due parti, i bracci (lungo=q, corto=p), la cui lunghezza dipende dalla posizione del centromero stesso.
Al microscopio ottico, i cromosomi sono distinguibili tra loro per le dimensioni e per la "forma", ossia per la posizione del centromero. Ulteriori distinzioni si possono effettuare con opportuni trattamenti chimici, che evidenziano un bandeggio riproducibile: ogni cromosoma ha infatti uno specifico pattern di bande, che permette di distinguerlo dagli altri cromosomi e che permette di individuare eventuali mutazioni cromosomiche.
In base alla posizione del centromero si distinguono quindi cromosomi:
1. acrocentrici: centromero in posizione subterminale (in prossimità di una delle estremità). Sono acrocentrici i cromosomi delle coppie 13-14-15 e 21-22 del cariotipo.
2. telocentrici: centromero in posizione terminale.
3. submetacentrici: centromero in posizione submediana (spostato verso una delle due estremità). Sono submetacentrici i cromosomi delle coppie 6-7-8-9-10-11-12 e 16-17-18 del cariotipo.
4. metacentrici: centromero in posizione mediana. Si dividono in metacentrici grandi e metacentrici corti. I metacentrici grandi appartengono alle coppie 1-2-3-4-5 del cariotipo. i metacentrici corti appartengono alle coppie 19-20 del cariotipo.

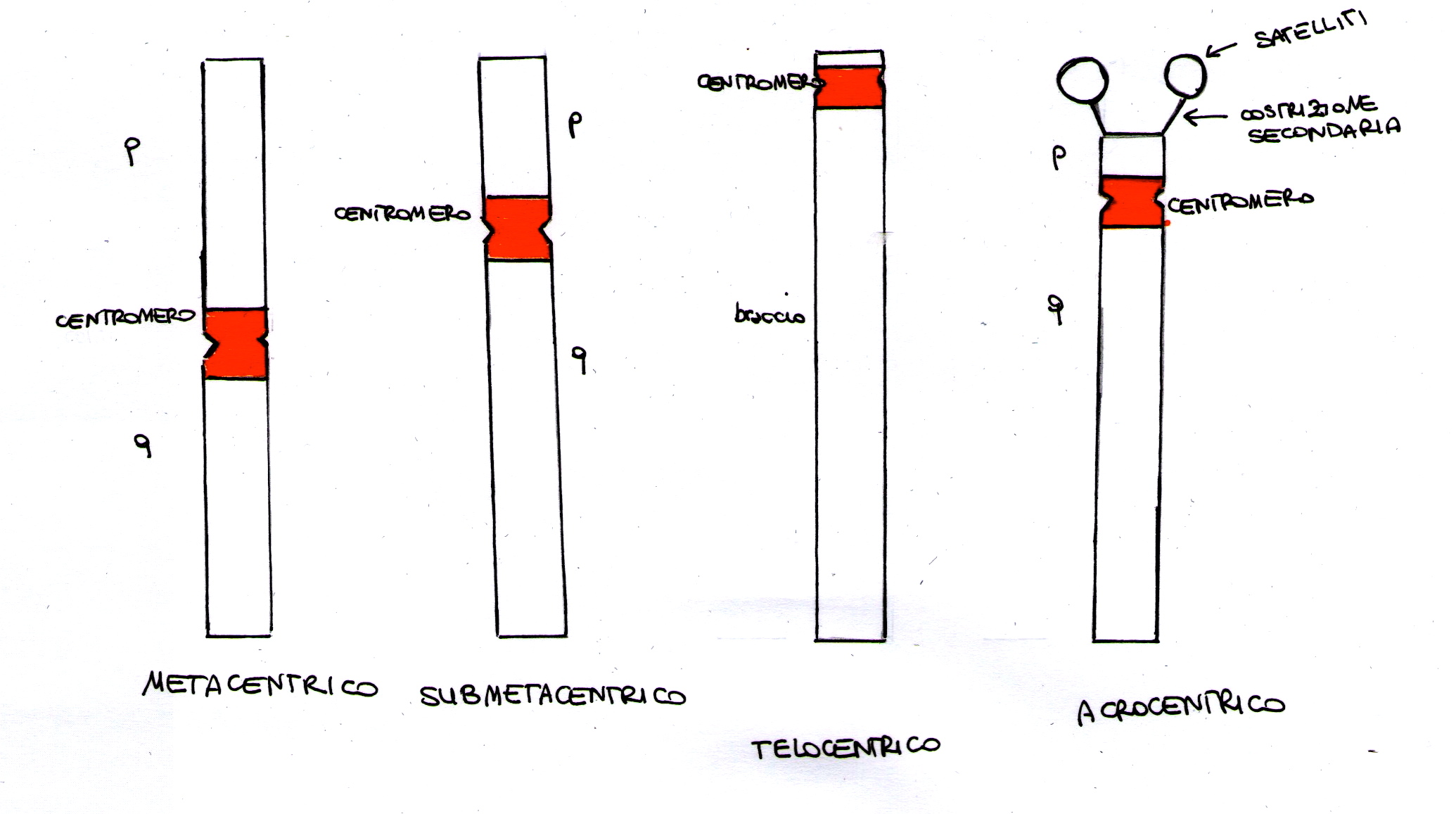
Le varie tipologie cromosomiche distinte in base alla posizione centromerica.Il braccio corto viene generalmente indicato con la lettera p, mentre quello lungo con la lettera q.

I cromosomi acrocentrici sono caratterizzati da strutture particolari presenti all'estremità del braccio corto, i satelliti. Si tratta di elementi morfologici caratteristici, costituiti da DNA β-satellite, connessi all'estremità del braccio corto attraverso una strozzatura detta costrizione secondaria. In quest'ultima è localizzato il cosiddetto NOR, ossia l'organizzatore nucleolare; esso contiene i geni per gli RNA ribosomiali ed è quindi sede della sintesi dei ribosomi. Inoltre il NOR provvede alla formazione del nucleolo, pertanto la visualizzazione del nucleolo al microscopio ottico indica che nella cellula c'è un'intensa attività di sintesi proteica.
Le regioni di DNA alle estremità del cromosoma costituiscono i telomeri, strutture che rivestono un ruolo fondamentale per l'integrità del cromosoma stesso. I telomeri sono costituiti da sequenze di DNA altamente ripetitivo, in genere sono formati da eterocromatina quindi non codificano per proteine. La loro funzione è quella di proteggere il cromosoma da tutti quegli eventi che ne provocano l'instabilità, infatti un cromosoma con un'estremità danneggiata può facilmente attaccarsi ad altri e dare luogo a mutazioni cromosomiche, come ad esempio le traslocazioni.
Numero, lunghezza e forma dei cromosomi costituiscono il cariotipo di un individuo.
| Organismo                 | Numero di cromosomi | Numero di coppie di cromosomi | Tipo                  | Dimensione (Mbps) |
| ------------------------- | ------------------- | ----------------------------- | --------------------- | ----------------- |
| Mycoplasma genitalium     | 1                   | 1                             | circolare             | 0,58              |
| Escherichia coli K12      | 1                   | 1                             | circolare             | 4,6               |
| Agrobacterium tumefaciens | 4                   | 1                             | 3 circolari 1 lineare | 5,67              |
| Sinorhizobium meliloti    | 3                   | 1                             | circolare             | 6,7               |
| Saccharomyces cerevisiae  | 16                  | 1 o 2                         | lineare               | 12,1              |
| Schizosaccharomyces pombe | 3                   | 1 o 2                         | lineare               | 12,5              |
| Caenorhabditis elegans    | 6                   | 2                             | lineare               | 97                |
| Drosophila melanogaster   | 4                   | 2                             | lineare               | 180               |
| Tetrahymena termophila    | m: 5 M: 225         | m: 2 M: 10-10000              | lineare               | 220 (M)           |
| Fugu rubripes             | 22                  | 2                             | lineare               | 365               |
| Mus musculus              | 19+X+Y              | 2                             | lineare               | 2500              |
| Homo sapiens              | 22+(X o Y)          | 2                             | lineare               | 2900              |

## Cromosomi umani

Rappresentazione del cariotipo umano

Utilizzando tecniche di coltura in vitro, nel 1956 Joe Hin Tjio e Albert Levan scoprirono che il numero cromosomico dell'uomo è 46. 

I 46 cromosomi umani sono suddivisi in 23 coppie, 22 di cromosomi omologhi (autosomi) e una di cromosomi sessuali  (eterosomi).

La prima definizione di cariotipo fu formulata alla Conferenza di Denver nel 1960, utilizzando criteri di lunghezza del cromosoma e di posizione del centromero. Gi autosomi sono stati numerati in ordine decrescente di lunghezza e gli eterosomi sono stati indicati come X e Y.

In seguito, nella Conferenza di Chicago del 1966, è stata messa a punto una nomenclatura più dettagliata, nella quale i cromosomi sono stati raggruppati in sette gruppi, nominati con le lettere maiuscole da A a G.
| #      | Gruppo | Morfologia                           | Geni   | Numero di basi | Basi determinate |
| ------ | ------ | ------------------------------------ | ------ | -------------- | ---------------- |
| 1      | A      | Metacentrico di grandi dimensioni    | 2.968  | 245.203.898    | 218.712.898      |
| 2      | A      | subMetacentrico di grandi dimensioni | 2.288  | 243.315.028    | 237.043.673      |
| 3      | A      | Metacentrico di grandi dimensioni    | 2.032  | 199.411.731    | 193.607.218      |
| 4      | B      | Grande submetacentrico               | 1.297  | 191.610.523    | 186.580.523      |
| 5      | B      | Grande submetacentrico               | 1.643  | 180.967.295    | 177.524.972      |
| 6      | C      | Medio submetacentrico                | 1.963  | 170.740.541    | 166.880.540      |
| 7      | C      | Medio submetacentrico                | 1.443  | 158.431.299    | 154.546.299      |
| 8      | C      | Medio submetacentrico                | 1.127  | 145.908.738    | 141.694.337      |
| 9      | C      | Medio submetacentrico                | 1.299  | 134.505.819    | 115.187.714      |
| 10     | C      | Medio submetacentrico                | 1.440  | 135.480.874    | 130.710.865      |
| 11     | C      | Medio submetacentrico                | 2.093  | 134.978.784    | 130.709.420      |
| 12     | C      | Medio submetacentrico                | 1.652  | 133.464.434    | 129.328.332      |
| 13     | D      | Acrocentrico                         | 748    | 114.151.656    | 95.511.656       |
| 14     | D      | Acrocentrico                         | 1.098  | 105.311.216    | 87.191.216       |
| 15     | D      | Acrocentrico                         | 1.122  | 100.114.055    | 81.117.055       |
| 16     | E      | Piccolo metacentrico                 | 1.098  | 89.995.999     | 79.890.791       |
| 17     | E      | Piccolo submetacentrico              | 1.576  | 81.691.216     | 77.480.855       |
| 18     | E      | Piccolo submetacentrico              | 766    | 77.753.510     | 74.534.531       |
| 19     | F      | Piccolo metacentrico                 | 1.454  | 63.790.860     | 55.780.860       |
| 20     | F      | Piccolo metacentrico                 | 927    | 63.644.868     | 59.424.990       |
| 21     | G      | Piccolo acrocentrico                 | 303    | 46.976.537     | 33.924.742       |
| 22     | G      | Piccolo acrocentrico                 | 288    | 49.476.972     | 34.352.051       |
| X      | C      | Medio submetacentrico                | 1.184  | 152.634.166    | 147.686.664      |
| Y      | G      | Piccolo acrocentrico                 | 231    | 50.961.097     | 22.761.097       |
| Totali | Totali | Totali                               | 32.040 | 3.070.521.116  | 2.832.183.299    |

## Patologie cromosomiche
Nella specie umana vi sono numerose alterazioni che possono riguardare sia il numero sia la struttura dei cromosomi.
Le alterazioni del numero di cromosomi vengono definite aneuploidia. Le più comuni sono:
- le trisomie dei cromosomi 13, 18 e 21 (sindrome di Patau,  Edwards e Down)

- la monosomia X (cariotipo 45 X o sindrome di Turner)

- altre alterazioni del numero di cromosomi sessuali (47,XXY o 47,XXX)

Possono essere presenti altre alterazioni, ivi compresa la triploidia, in cui si hanno tre copie di ogni cromosoma, tuttavia i feti con alterazioni diverse da quelle sopra descritte vengono generalmente abortiti naturalmente in epoca precoce. Ad eccezione delle alterazioni dei cromosomi sessuali (monosomia X o X sovrannumerario) solo la trisomia 21 può essere compatibile con il raggiungimento dell'età adulta.